# Cofradía de la Oración en el Huerto y Nuestra Señora de la Esperanza (Jódar)
La Hermandad de la Oración del Huerto, es una cofradía católica de la ciudad de Jódar (Jaén, Andalucía, España). 
El nombre completo de la cofradía es Real e Ilustre Cofradía de Nuestro Padre Jesús de la Oración en el Huerto y Nuestra Señora de la Esperanza, tiene su sede canónica en la Iglesia Parroquial de Nuestra Señora de la Asunción, en su capilla propia (segunda de la izquierda de la nave central). Realiza su estación de penitencia durante la Semana Santa de Jódar, en la tarde noche del Miércoles Santo.
Según ciertos cronistas locales e historiadores, esta cofradía fue la impulsora de la Semana Santa Galduriense durante algunas décadas, contagiando su espíritu y esencia cofrade al resto de cofradías y hermandades.
Los orígenes de esta cofradía son contemporáneos al momento de su fundación, no encontrándose ningún hallazgo de su existencia en épocas anteriores. Considerada una de las mejores cofradías provinciales, motivo de ello era el fervor que manifestaban sus hermanos cofrades, la magnífica y detallada organización y las interminables filas de nazarenos.

## Historia

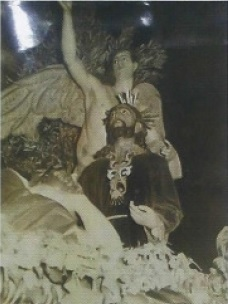
Oración en el Huerto año 1955.

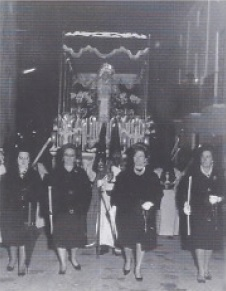
Paso de Nuestra Señora de la Esperanza finales de los 50.

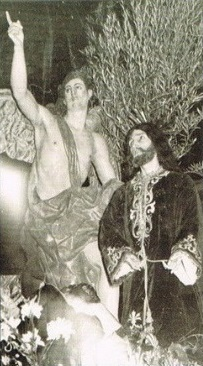
Primera Salida de la actual talla de Nuestro Padre Jesús de la Oración en el Huerto en 1961.

Cofradía fundada en 1948, aunque sus estatutos fueron aprobados en julio de 1949. La cofradía tenía como obra de carácter benéfico, financiar los funerales de sus hermanos cofrades. Superadas algunas circunstancias acaecidas en esta época, regresa la tradición de los desfiles de nazarenos por las calles de la localidad. Realizando su primera estación de penitencia la noche del Jueves Santo de 1949, abriendo la procesión una banda propia de Soldados Romanos organizados por la cofradía. Durante este año, se adquiere la talla de Nuestro Padre Jesús de la Oración en el Huerto, en una casa de artículos religiosos de Barcelona. Representaba a Jesús arrodillado sobre un peñasco y confortado por un ángel que le ofrecía el cáliz de la pasión. Se realiza el paso para esta imagen obra del galduriense Juan Cortés, de formas sencillas, austeras y sin ornamentación característica.
En los años 50, se borda la túnica de terciopelo morada en hilos de seda y oro, y el estandarte de Nuestro Padre Jesús de la Oración en el Huerto. A partir de 1953 se modifica el día de salida, para cederlo a la hermandad de la Humildad, pasando a procesionar en la tarde noche del Miércoles Santo, ubicación actual dentro de la Semana Santa de la ciudad. En 1954, Aurelio López Azaustre realiza la talla de Nuestro Padre Jesús de la Oración en el Huerto, que sustituiría a la anterior imagen, y el grupo escultórico formado por el Ángel Confortador y los Apóstoles Pedro, Santiago y Juan. Los talleres de Santarrufina de Madrid, realizan la talla de Nuestra Señora de la Esperanza, a la que algunos cofrades pretendían nombrar bajo la advocación de Nuestra Señora de la Lágrimas. En abril de este mismo año tanto la talla del Cristo, el grupo escultórico y la Dolorosa son bendecidas por el párroco Don Antonio Cuadros Romero. Además, se adquiere el actual paso de misterio de estilo barroco, obra de Francisco Palma Burgos y ejecutado por su oficial Manuel Rodríguez Delgado, siendo cedido el anterior a María Santísima de la Amargura, de la localidad. Al año siguiente, 1955, Nuestra Señora de la Esperanza comienza a procesionar bajo palio. En marzo de 1958, se funda la Hermandad Filial de Nuestra Señora de la Esperanza. En el año 59, se realiza el paso de palio de estilo barroco, obra local de Sebastián Hidalgo. A finales de esta década, se introduce la candelería de cirios de luz eléctrica delante de la imagen Dolorosa. Convirtiéndose Nuestra Señora de la Esperanza, anecdóticamente, la primera imagen en lucirla.
En 1960, la cofradía participa en la Procesión General del Sábado Santo. Un año más tarde, 1961, la Dolorosa preside el Cartel de Semana Santa de la localidad. Los talleres de Santarrufina de Madrid realizan una nueva mascarilla en madera de pino a Nuestro Padre Jesús de la Oración en el Huerto, que consistía en un rostro de boca entreabierta, ojos de cristal, prolongada barba de finos surcos y pelo natural, por indicación expresa de la Junta Directiva de aquel momento. Asimismo, en este año, Nuestra Señora de la Esperanza luce un elegante y majestuoso manto de terciopelo verde bordado en plata, de estilo sevillano, realizado en el convento de las MM. Dominicas de Torredonjimeno. Además, de una bonita saya con el anagrama de "María", bordado en oro. Un año más tarde, se adquiere la actual Corona en alpaca de unos talleres cordobeses.
En la década de los 70, la profunda crisis económica y espiritual, lleva a la Cofradía a dejar de procesionar durante algunos años, como ocurrió en el 73. Aunque en 1974, retomó las calles para realizar su estación de penitencia. Un año más tarde volvió a dejar de procesionar. Durante este período desaparece la Banda de Soldados Romanos.
En 1984, debido a los problemas socioeconómicos que atravesaba la localidad, dejan de celebrarse los desfiles procesionales. Un año más tarde, regresan a las calles los desfiles y la Semana Santa adquiere un fuerte apogeo. La cofradía con esfuerzo, tesón y sacrificio vuelve a fundar una banda propia, aunque en esta ocasión no será de soldados romanos, sino una Banda de Cornetas y Tambores en 1988.
A comienzos de los años 90, el paso de la Dolorosa, sufre varios cambios llamativos, estrenando un palio en terciopelo verde con fleco plateado e interior blanco con cordones y bolas de platas, sustituyendo al anterior. Se renueva la candelería, reemplazándola por cera. En 1991, Nuestro Padre Jesús de la Oración en el Huerto, estrena potencias de alpaca bañadas en oro de los talleres de Lucena. En el 93, el interior del techo del paso de palio estrenó "Gloria", obra del pintor Cubillo de la localidad vecina de Mancha Real. En 1996, fueron aprobados sus nuevos Estatutos por el Obispo de la Diócesis. A finales de esta década, tras un gran impulso por parte de la Cofradía y una importante y lamentablemente crisis económica, la Banda de Cornetas y Tambores desaparece.
En el año 2000, la cofradía empieza a recuperarse de la crisis sufrida en años anteriores y tras un gran esfuerzo económico y humano, se adquiere el actual paso de Nuestra Señora de la Esperanza. Siendo portado, por primera vez, por el Cuerpo de Hermanos Costaleros/as creado por la cofradía, al estilo sevillano. El majestuoso paso de estilo neobarroco de alpaca plateada, ha sido realizado en Ciudad Real en 1999. Destaca la monumental elegancia de los bordados del palio en plata, realizados durante la década posterior.
En el año 2012, la talla de Nuestro Padre Jesús de la Oración en el Huerto es completamente renovada. Durante la estación de penitencia de este mismo año, concretamente a la salida del Paso de Palio, una tuna formada por antiguos compañeros de un hermano de la cofradía, se dieron cita para dedicarle varias canciones a Nuestra Señora de la Esperanza. Un año más tarde, se restaura del retablo de la capilla. En 2014, se estrena la restauración de la talla del Ángel Confortador realizada por Sebastián Montes Carpio. Nuestra Señora de la Esperanza, luce en la estación de penitencia su daga en tintes dorados, restaurada el año anterior a cargo de su Mayordomo, con la que procesiona durante las décadas de los 50 y 60, siendo donada en aquel momento por una de sus camareras y su familia. Asimismo, este año, se estrena para el cortejo procesional la Bacalá con el escudo de la cofradía, bordada en oro y seda sobre terciopelo verde.

## Sede Canónica
Capilla propia, segunda a la izquierda de la nave central, de la Iglesia Parroquial de la Asunción de Jódar. La bóveda de la capilla es de piedra y presenta en unos de sus casetones una decoración a base de dos diamantes cuadragunlares, así como ménsulas sobre el ventanal. Hasta los años sesenta, fue otra de las puertas de la Iglesia, de esta década es el retablo renacentista de escayola. Los titulares de la cofradía y el Ángel Confortador, están ubicados sobre una mesa tallada en madera, de esta misma época.
La Iglesia Parroquial es un edificio construido sobre una primitiva Mezquita, "de tres naves sostenidas por columnas de mármol", citado por el geógrafo árabe Al-Himyari. Los primeros datos documentales sobre las obras del actual templo se remontan al año 1547. Todo el conjunto construido es de estilo renacentista-purista. Cuenta en su interior con valiosas obras de arte como el Retablo Mayor de estilo neorrenacentista del sevillano Carlos Bravo Nogales. Conserva el Museo Parroquial con interesantes piezas de orfebrería desde el siglo XVI. Según la UNESCO es patrimonio a conservar y es Bien de Interés Cultural.

## Traje de Estatutos
Túnica de Estatutos
Túnica blanca con bocamangas, capirote y capa de raso verde. Escudo de la Hermandad en el hombro. Fajín en raso verde con cruz latina blanca. Se porta un cirio color natural.
Sección de la Virgen (extinguida)
Túnica blanca con bocamangas, toga de raso verde y cuello de encaje blanco, portan un cirio.

En la actualidad, todos los hermanos penitentes visten la misma túnica de Estatutos, aunque d

## Estación de Penitencia
- Horario

Día: Tarde nohe del Miércoles Santo.
Salida: 20.00 horas.
Entrada: 02.00 hor con peineta.s.
- Itinerario

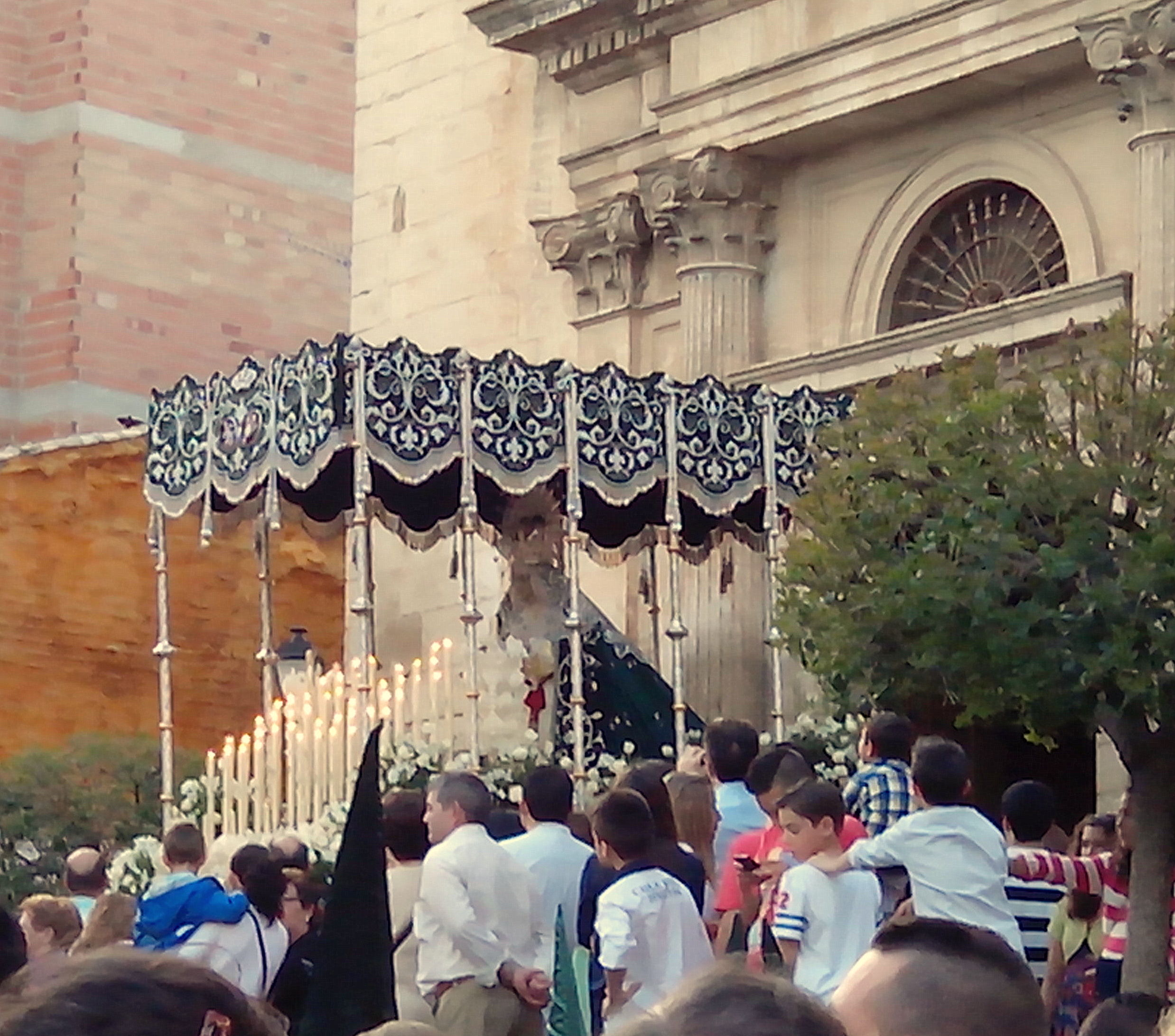
Salida de Nuestra Señora de la Esperanza 2014.

Parroquia de la Asunción, Plaza de España, Juan Martín, Plaza de San Marcos, Juan Martín, Plaza de España (Carrera Oficial), General Fresneda, Joaquín Galván, Los Molinos, Santo Cristo, José Beltrán, Plaza del Mercado, San Fernando (Cuesta Perillo), Plaza de España y Parroquia de la Asunción.
- Lugares Recomendados

Salida y entrada de los pasos, de rodillas el Paso de Palio, por la estrechez de la puerta de la parroquia. Uno de los momentos especiales durante la estación de penitencia es el encuentro de ambos pasos en la Plaza de San Marcos, momento en el que la Agrupación Musical que acompaña al Misterio dedica una marcha al Palio. El solemne y majestuoso trascurrir por la calle General Fresneda del Paso de Misterio de Nuestro Padre Jesús de la Oración en el Huerto. El paso elegante del Palio de Nuestra Señora de la Esperanza por la Plaza de España. La subida sobría y contenida del Paso de Misterio y la delicadeza y armonía del Paso de Palio a la melodía de la Salve por la cuesta de la calle San Fernando.

## Cofrades de Honor
- Su Majestad el Rey Felipe VI,  Hermano Mayor Honorario. Rey de España e hijo de los reyes Juan Carlos I de Borbón y Sofía de Grecia. Acepta el nombramiento el 28 de noviembre de 1994, siendo aún Príncipe de Asturias.

- General Don Luis de Lamo Peris, cofrade de honor. Militar español, Capitán General de Cataluña entre los años 1962 y 1965 y agregado militar en la Embajada de España en Roma. Hijo Adoptivo de Jódar, donde residió algunas etapas de su vida.

- Doña Virginia Serrano Ruiz, camarera de honor de la Virgen de la Esperanza.

## Iconografía
- Nuestro Padre Jesús de la Oración en el Huerto

Talla de vestir realiza en los talleres granadinos de Aurelio López Azaustre, en 1954. Posteriormente, en 1961, se cambia la cara del Cristo por otra realizada en los Talleres de Santarrufina de Madrid, colocándole pelo natural.
En 2011, la imaginera sevillana Lourdes Hernández restaura la imagen, realizando nuevo cuerpo, pies, manos y, además, la talla del pelo.
- Grupo Escultórico Oración en el Huerto

El Ángel y los Apóstoles: Pedro, Santiago y Juan son del año 1954, obra del granadino Aurelio López Azaustre. Fueron restaurados posteriormente en 1990. El Ángel Corfortador es una talla en madera policromada de tamaño natural, que guarda una gran similitud al Ángel que creó Francisco Salcillo para la Oración en el Huerto de Murcia. En 2014, se le realiza una nueva restauración para dar más nitidez a la talla, llevada a cabo por Sebastián Montes.
- Nuestra Señora de la Esperanza

La imagen de la Dolorosa, es obra de los Talleres de Santarrufina de Madrid en el año 1954. Fue restaurada en el año 2004, a iniciativa y donación de su Mayordomo, en el taller ubetense "Legno Restauro".
Dolorosa de semblante contenido y facciones de inocencia inmaculada. Porte sencillo y puro. Mirada pensativa y cándida.

## Pasos
- Paso de Misterio

De estilo neobarroco coronado por cuatro candelabros de guardabrisas, labrados dorados y escudos, obra de Francisco Palma Burgos en 1954. Paso de gran esbeltez y majestuosidad. El Cristo va ataviado con una túnica de terciopelo morado bordado en seda y oro en los Talleres Santarrufina de Madrid y potencias doradas de la Orfebrería "Paula Orfebres" de Lucena en 2010. La túnica fue restaurada en 2004 por los talleres jiennenses de Javier García y Martín Suárez.
El paso va portado sobre ruedas, por el peso y la complejidad del mismo.
|                                                           |
| Escudo de la cofradía en el frontal del Paso de Misterio. |

|                                        |
| Paso de Misterio Oración en el Huerto. |

- Paso de Palio

Paso de estilo neobarroco de alpaca plateada, realizado en Ciudad Real, por los Talleres de Orfebrería de Orovio de la Torre de Torralba de Calatrava, en 1999. Consta de una capilla central, réplica de la imagen de San José. El paso se ve enjaezado con 14 escencas bíblicas en color dorado. También, de estos talleres son la peana, los varales, la candelería y el llamador; estos últimos de los años 2008 y 2009.
Las jarras de 1954, son de los Talleres de Santarrufina de Madrid. Bambalinas de terciopelo verde bordadas en plata, obra del taller de Javier García y Martín Suárez.
La Dolorosa cuenta, en su ajuar, con varias sayas bordadas en oro y toca de sobremanto bordada en tisú de plata, piezas del Taller jiennense de Javier García y Martín Suárez, donadas a la Virgen por su Mayordomo. Manto de Salida en terciopelo verde bordado en plata de las M.M. Dominicas de Torredonjimeno, Corona de Orfebrería Cordobesa, Rosario de plata y cristal de roca y Fajín de General. Con motivo de la Fiesta Religiosa en su honor, en 2013, lució una daga con tintes dorados restaurada a estrenar en su próxima estación de penitencia.
El paso es portado al estilo sevillano, por una cuadrilla mixta de costaleros y costaleras.
|                                                      |
| Detalle del bordado central de la bambalina frontal. |

|                            |
| Frontal del Paso de Palio. |

|                                          |
| Palio de Nuestra Señora de la Esperanza. |

## Insignias
- Escudo de la Cofradía

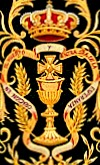
Escudo Cofradía Huerto y Esperanza.

Cáliz con una cruz latina sobre el mismo, orlado de dos ramas de olivo y timbrado con corona real. Con la inscripción "Oración en el Huerto y Nuestra Señora de la Esperanza"
- Distintivos

Cruz de Guía de metal plateado y faroles de estilo granadino.
Estandarte con varales de plata y bordado en oro y seda en los Talleres Santarrufina de Madrid.
Bandera de Nuestro Padre Jesús de la Oración en el Huerto bordada en 1948 en seda y oro sobre raso verde.
Bandera de Nuestra Señora de la Esperanza realizada en raso verde y bordada en seda en el Convento de Santa Catalina de Baeza en 1987.
Cetros de la Junta de Gobiernos en bronce con el escudo, de Lucena.
Bandera, Bacalá, con el escudo de la cofradía, bordada en oro y seda sobre raso verde en 2014

## Actos y Cultos
- Fiesta Religiosa en Honor a Nuestro Padre Jesús de la Oración en el Huerto, mes de febrero.

- Fiesta Religiosa en Honor a Nuestra Señora de la Esperanza, 18 de diciembre.

- Presentación del Cartel de Semana Santa, cartel promocional del día de estación de penitencia de la cofradía, se edita todos los años, plasmando una alegoría del ejercicio penitencial.

## Patrimonio Musical

### Banda de Música
- Nuestro Padre Jesús de la Oración en el Huerto (Martín Morales Lozano - 1996)
- Esperanza Reina de Jódar (Manuel Martín Molinero - 2000)
- Mi Bendita Esperanza (Juan Antonio Fuentes Santoyo - 2001)
- Esperanza Pasión Galduriense (Antonio Jesús Díaz Herrera - 2023)

### Agrupación Musical
- Cáliz de Amargura (Alberto Caballero Bonilla - 2017)

### Saetas
Copla breve que representa una combinación de sentimiento religioso, arte y devoción, cuya tradición se remonta al siglo XIV, que ensalza la devoción e invita a la reflexión y penitencia espiritual durante la Semana Santa. Actualmente, las saetas recitadas son las denominadas saetas flamencas. La dificultad de este cántico de entre cuatro y cinco estrofas de versos octosílabos, radica en que la voz del saetero no tiene acompañamiento musical alguno. Evoca los hechos acaecidos por los personajes de la Pasión. Las cantan personas anónimas, desde un balcón, que muestran su sentir al paso de las sagradas imágenes durante su estación de penitencia por las calles. En el año 2014 la famosa cantaora de flamenco, Gema Jiménez, dedicó una saeta a Nuestra Señora de la Esperanza (https://web.archive.org/web/20140430054400/http://fotosbodajaen.es/fotografias-y-videos-de-diferentes-actos-y-eventos-de-jodar/gema-jimenez-canta-a-la-virgen-de-la-esperanza-de-jodar).

## Acompañamiento Musical
- Paso de Misterio: Banda de Cornetas y Tambores Santísimo Cristo de la Expiración, de Jaén.

Hasta el año 2016, el acompañamiento musical recayó en la Agrupación Musical Arroquia Martínez de Jódar. 
- Paso de Palio: Banda de Música Pedro Gámez Laserna, de Jódar.

En años anteriores, el acompañamiento del Paso de Palio ha recaído a cargo de diversas formaciones musicales llegadas de distintos puntos de la geografía provincial, de Granada o Córdoba. Como la Asociación Musical Nuestro Padre Jesús Nazareno (Bailén, Jaén),  Banda de Música Nuestra Señora de la Amargura (Linares, Jaén), Banda de Música de Atarfe (Atarfe, Granada), Banda Municipal de Música de Hornachuelos (Hornachuelos, Córdoba). Desde el año 2012 hasta la actualidad, la citada Banda de Música Pedro Gámez Laserna, de la localidad, se hace cargo del acompañamiento musical a Nuestra Señora de la Esperanza.